# Roscoe G. Dickinson
Roscoe Gilkey Dickinson (* 3. Mai 1894 in Brewer, Maine; † 13. Juli 1945 in Pasadena, Kalifornien) war ein US-amerikanischer Chemiker. Er war Professor am Caltech.
Dickinson studierte am Massachusetts Institute of Technology und wurde 1920 bei Arthur Amos Noyes mit dem Thema The crystal structures of wulfenite and scheelite. II. The crystal structures of sodium chlorate and sodium bromate am Caltech promoviert, als erster Doktorand überhaupt des Caltech. In seiner Dissertation untersuchte er mit Röntgenkristallographie die Kristallstruktur von Wulfenit, Scheelit, Natriumchlorat und Natriumbromat.
Er befasste sich mit Röntgenkristallographie und war der Doktorvater von Linus Pauling und Arnold Orville Beckman.